# André Ramalho
André Ramalho Silva (Ibiúna, 16 febbraio 1992) è un calciatore brasiliano, difensore del Corinthians.

## Carriera

### Club

#### Gli inizi
Inizia a muovere i suoi primi passi nel mondo del calcio tra le giovanili delle formazioni brasiliane del San Paolo, del São Bento, del Palmeiras e del Red Bull Brasil, prima di approdare in Europa al Salisburgo.

#### Red Bull Salisburgo
Dopo alcune apparizioni con il Liefering, squadra appartenente al gruppo Red Bull, nella stagione 2013-2014 viene inserito in pianta stabile nel Salisburgo, con il quale ha esordito in campionato il 20 luglio 2013 contro il Wiener Neustadt, mentre una settimana dopo segna il suo primo gol contro l'Austria Vienna, nella vittoria per 5-1. 
Nella stagione successivo, mette a segno il suo primo gol a livello europeo contro la Dinamo Zagabria, in Europa League 2014-2015, colpendo di testa da un cross da calcio d'angolo superando il portiere avversario.

#### Bayer Leverkusen e prestito al Mainz
Il 1º giugno 2015 viene ingaggiato a parametro zero dal Bayer Leverkusen.
Al termine della sua prima stagione collezione 29 presenze in totale prima di essere ceduto in prestito per l'intera stagione 2016-2017 al Magonza, con il quale mette insieme solo 20 presenze stagionali in tutte le competizioni.
Tornato al club di Leverkusen, il calciatore brasiliano in due stagioni colleziona solo 3 presenze in campionato, prima di essere ceduto nel mercato invernale del 2018. 

#### Ritorno al Salisburgo
Il 1º gennaio 2018 viene ufficializzato il suo ritorno al Salisburgo, con il quale sottoscrive un contratto di 4 anni e mezzo. Il 3 maggio 2018, perdendo le semifinali di Europa League contro l'Olympique Marsiglia, manca l'accesso alla finale. Chiude la sua seconda esperienza in Austria con un totale di 141 presenze e 11 reti.

#### PSV
Il 26 maggio 2021, con un anno di anticipo rispetto alla scadenza del contratto, trova l'accordo per il trasferimento al PSV.
Titolare sin dalle prime partite, segna il suo primo gol in Olanda il 28 agosto contro il Groningen (5-2).

## Statistiche

### Presenze e reti nei club
Statistiche aggiornate al 8 dicembre 2024.
| Stagione                | Squadra                 | Campionato              | Campionato | Campionato | Coppe nazionali | Coppe nazionali | Coppe nazionali | Coppe continentali | Coppe continentali | Coppe continentali | Altre coppe | Altre coppe | Altre coppe | Totale | Totale |
| Stagione                | Squadra                 | Comp                    | Pres       | Reti       | Comp            | Pres            | Reti            | Comp               | Pres               | Reti               | Comp        | Pres        | Reti        | Pres   | Reti   |
| ----------------------- | ----------------------- | ----------------------- | ---------- | ---------- | --------------- | --------------- | --------------- | ------------------ | ------------------ | ------------------ | ----------- | ----------- | ----------- | ------ | ------ |
| gen.-giu. 2011          | Anif                    | RL                      | 12         | 2          | -               | -               | -               | -                  | -                  | -                  | -           | -           | -           | 12     | 2      |
| 2011-gen. 2012          | Anif                    | RL                      | 13         | 0          | CA              | 2               | 0               | -                  | -                  | -                  | -           | -           | -           | 15     | 0      |
| Totale Anif             | Totale Anif             | Totale Anif             | 25         | 2          |                 | 2               | 0               |                    | -                  | -                  |             | -           | -           | 27     | 2      |
| gen.-giu. 2012          | Liefering               | RL                      | 10         | 2          | -               | -               | -               | -                  | -                  | -                  | -           | -           | -           | 10     | 2      |
| 2012-gen. 2013          | Salisburgo              | BL                      | 0          | 0          | CA              | 0               | 0               | UCL                | 0                  | 0                  | -           | -           | -           | 0      | 0      |
| gen.-giu. 2013          | Liefering               | RL                      | 19+2       | 2+1        | -               | -               | -               | -                  | -                  | -                  | -           | -           | -           | 21     | 3      |
| Totale Liefering        | Totale Liefering        | Totale Liefering        | 29+2       | 4+1        |                 | -               | -               |                    | -                  | -                  |             | -           | -           | 31     | 5      |
| 2013-2014               | Salisburgo              | BL                      | 33         | 5          | CA              | 6               | 2               | UCL+UEL            | 2+11               | 0+1                | -           | -           | -           | 52     | 8      |
| 2014-2015               | Salisburgo              | BL                      | 31         | 1          | CA              | 5               | 0               | UCL+UEL            | 4+7                | 0+1                | -           | -           | -           | 47     | 2      |
| 2015-2016               | Bayer Leverkusen        | BL                      | 19         | 0          | CG              | 2               | 0               | UCL+UEL            | 2+2                | 0                  | -           | -           | -           | 25     | 0      |
| ago. 2016               | Bayer Leverkusen        | BL                      | 0          | 0          | CG              | 0               | 0               | UCL                | 0                  | 0                  | -           | -           | -           | 0      | 0      |
| ago. 2016-2017          | Magonza                 | BL                      | 18         | 0          | CG              | 0               | 0               | UEL                | 2                  | 0                  | -           | -           | -           | 20     | 0      |
| 2017-gen. 2018          | Bayer Leverkusen        | BL                      | 3          | 0          | CG              | 0               | 0               | -                  | -                  | -                  | -           | -           | -           | 3      | 0      |
| Totale Bayer Leverkusen | Totale Bayer Leverkusen | Totale Bayer Leverkusen | 22         | 0          |                 | 2               | 0               |                    | 4                  | 0                  |             | -           | -           | 28     | 0      |
| gen.-giu. 2018          | Salisburgo              | BL                      | 8          | 2          | CA              | 2               | 0               | UEL                | 8                  | 0                  | -           | -           | -           | 18     | 2      |
| 2018-2019               | Salisburgo              | BL                      | 27         | 1          | CA              | 5               | 0               | UCL+UEL            | 4+9                | 0                  | -           | -           | -           | 45     | 1      |
| 2019-2020               | Salisburgo              | BL                      | 26         | 6          | CA              | 6               | 0               | UCL+UEL            | 2+1                | 0                  | -           | -           | -           | 35     | 6      |
| 2020-2021               | Salisburgo              | BL                      | 28         | 1          | CA              | 6               | 1               | UCL+UEL            | 8+1                | 0                  | -           | -           | -           | 43     | 2      |
| Totale Salisburgo       | Totale Salisburgo       | Totale Salisburgo       | 153        | 16         |                 | 30              | 3               |                    | 57                 | 2                  |             | -           | -           | 240    | 21     |
| 2021-2022               | PSV                     | ED                      | 20         | 3          | CO              | 2               | 0               | UCL+UEL+UECL       | 6+6+2              | 0                  | SO          | 1           | 0           | 37     | 3      |
| 2022-2023               | PSV                     | ED                      | 28         | 0          | CO              | 5               | 0               | UCL+UEL            | 4+7                | 0                  | SO          | 1           | 0           | 45     | 0      |
| 2023-2024               | PSV                     | ED                      | 30         | 3          | CO              | 2               | 0               | UCL                | 10                 | 0                  | SO          | 1           | 0           | 43     | 3      |
| Totale PSV              | Totale PSV              | Totale PSV              | 78         | 6          |                 | 9               | 0               |                    | 15                 | 0                  |             | 3           | 0           | 125    | 6      |
| 2024                    | Corinthians             | BR                      | 18         | 0          | CB              | 6               | 1               | CS                 | 5                  | 0                  | -           | -           | -           | 29     | 1      |
| Totale Corinthians      | Totale Corinthians      | Totale Corinthians      | 18         | 0          |                 | 6               | 1               |                    | 5                  | 0                  |             | -           | -           | 29     | 1      |
| Totale carriera         | Totale carriera         | Totale carriera         | 345        | 29         |                 | 49              | 4               |                    | 103                | 2                  |             | 3           | 0           | 500    | 35     |

## Palmarès

### Club

#### Competizioni nazionali
- Campionato austriaco: 6

Salisburgo: 2013-2014, 2014-2015, 2017-2018, 2018-2019, 2019-2020, 2020-2021
- Coppa d'Austria: 5

Salisburgo: 2013-2014, 2014-2015, 2018-2019, 2019-2020, 2020-2021
- Supercoppa dei Paesi Bassi: 2

PSV: 2021, 2023
- Coppa dei Paesi Bassi: 2

PSV: 2021-2022, 2022-2023
- Campionato olandese: 1

PSV: 2023-2024

#### Competizioni statali
- Campionato paulista: 1

Corinthians: 2025

#### Competizioni regionali
- Fußball-Regionalliga (Austria): 2

Anif: 2010-2011
Liefering: 2012-2013